# Novalis (Band)
Novalis war eine deutsche Rockband aus den 1970er Jahren. Zu ihren bekanntesten Werken zählen die Titel Sommerabend und Wer Schmetterlinge lachen hört.

## Bandgeschichte
Per Anzeige im Hamburger Abendblatt suchten 1971 Sänger Jürgen Wenzel und Bassist Heino Schünzel Interessenten für eine Band. Es meldeten sich Organist Lutz Rahn und Schlagzeuger Hartwig Biereichel. Als Mosaik wurde eine Zeitlang geprobt, bis, einem Vorschlag des befreundeten Musikers Carlo Karges folgend, die Namensänderung zu Novalis erfolgte. Nach dem Debütalbum 1973 kam Gitarrist Detlef Job dazu; Wenzel verließ die Gruppe. Schünzel und Job übernahmen die Gesangsparts. Bei den Arbeiten für das zweite Album beteiligte sich auch Karges – später bei Nena – als Gitarrist, Keyboarder und Komponist, verließ die Formation allerdings 1975 wieder. 1976 kam der österreichische Sänger Fred Mühlböck hinzu.
Auf ihrem ersten Album sang die Gruppe noch auf Englisch, 1975 wechselte man auf Vorschlag des neuen Produzenten, des früheren Rattles-Musikers Achim Reichel, zu deutschen Texten. Neben eigener Lyrik verwendete man auch Gedichte des Namensgebers Novalis (Wunderschätze, Wenn nicht mehr Zahlen und Figuren …).
Mit den Alben Sommerabend, Brandung und Vielleicht bist du ein Clown? und der eindringlichen Stimme Mühlböcks erreichte die Gruppe ihre größten Erfolge und erlangte sogar internationale Bedeutung. Lutz Rahn veröffentlichte 1978 sein Soloalbum Solo-Trip.
1979 produzierte Novalis ein Konzeptalbum zum Thema Walfang (Flossenengel), mit dem man den World Wildlife Fund unterstützte. Der Text beschreibt den Fang eines Wales, die Einlieferung des Tieres in einen Zoo und die sich einstellende Reue des Fängers, die anschließend zur Befreiung des Tieres führt.
Anfang der 1980er Jahre schien sich der typische Stil von Novalis überlebt zu haben. Die Musiker suchten nach einer neuen Richtung, die Gruppe löste sich aber nach mehreren Umbesetzungen allmählich auf.
1985 verabschiedete man sich mit dem Album Nach uns die Flut. Der Gitarrist Günther Brackmann begleitete auf einer Tournee 1985 Novalis als Gastmusiker. 1993 brachten Rahn und Biereichel noch einen Sampler mit alten Live-Aufnahmen aus den erfolgreichen Zeiten heraus.

## Diskografie
- 1973: Banished Bridge
- 1975: Novalis
- 1976: Sommerabend
- 1977: Konzerte (Live)
- 1977: Brandung
- 1978: Vielleicht bist du ein Clown?
- 1979: Flossenengel
- 1980: Visionen
- 1981: Augenblicke
- 1982: Neumond
- 1983: Sterntaucher
- 1984: Bumerang
- 1985: Nach uns die Flut
- 1993: Novalis lebt! (Live)
- 2009: Letztes Konzert 1984 (Live)
- 2017: Schmetterlinge (Box-Set)